# Llano de Chajnantor
El llano de Chajnantor es una planicie desértica ubicada en el lado occidental de la Puna de Atacama, en la Región de Antofagasta, en el norte de Chile. Está situado a 5104 m de altitud en el desierto de Atacama. Es un lugar extremadamente seco, con ideales condiciones para el desarrollo de la observación astronómica.

## Nombre
Chajnantor deriva del idioma kunza, hablado por el pueblo atacameño, que quiere decir “el lugar de partida”.

## Geografía
El llano de Chajnantor en sí está delimitado por picos volcánicos del Complejo de Puricó, que han estado activos en el Holoceno pero no han entrado en erupción en tiempos históricos. Cerro Chajnantor está al norte, Cerro El Chascón al este y picos más pequeños al sur y al oeste. La Pampa la Bola se encuentra al noreste, al norte del Cerro El Chascón y al este del Cerro Chajnantor. El llano de Chajnantor tiene una elevación promedio de 5.000 m (16.000 pies). La cordillera de los Andes se encuentra a más de 200 kilómetros (120 millas) al este, bien adentro de Argentina. La cuenca del Salar de Atacama limita al oeste con la Puna de Atacama, que a su vez limita con la Cordillera Domeyko. El lado occidental de la Puna de Atacama está salpicado de volcanes de la Zona Volcánica Central de la Faja Volcánica Andina.
El clima seco del Llano de Chajnantor se debe a tres factores: las sombras de lluvia creadas por los Andes y la Cordillera de la Costa, la inversión creada por la corriente de Humboldt frente a las costas de Chile y el aire seco que desciende entre la célula de Hadley y de Ferrel, que forma el anticiclón del Pacífico Sur. Aunque generalmente se considera que el sitio se encuentra en el desierto de Atacama, en términos de ecorregiones se encuentra en la puna seca de los Andes centrales. El llano de Chajnantor se encuentra a la misma latitud que los desiertos del sur de África y del centro de Australia.

## Astronomía
La región que rodea el llano de Chajnantor ha llamado la atención de la comunidad astronómica por su potencial como sitio de observación, gracias a su gran elevación y un contenido de agua atmosférica extremadamente bajo. En el año 2013, el Gobierno de Chile, a través del Ministerio de Bienes Nacionales, entregó a CONICYT una concesión por 50 años, sobre un área de 36.347 hectáreas ubicada en el llano de Chajnantor. Es en ese espacio que se instala el Parque Astronómico Atacama, administrado por la Fundación Parque Astronómico Atacama. Los terrenos fiscales correspondientes al Parque, tienen carácter ancestral para la etnia atacameña, por lo que esta iniciativa contó con la participación de las comunidades atacameñas de San Pedro de Atacama y Toconao, la Comisión Nacional de Desarrollo Indígena, la Municipalidad de San Pedro de Atacama; y el Gobierno Regional de Antofagasta.
Para el óptimo desarrollo de la astronomía, el área se encuentra protegida de contaminación lumínica y contra la instalación de sistemas de radiocomunicaciones de terceros. Asimismo, la zona ha sido declarada como de interés científico para efectos mineros, así como regulada por normas sobre protección de los pueblos originarios.

### Observatorios
Los siguientes observatorios se encuentran en el llano de Chajnantor:
- Cosmic Background Imager (CBI)
- Atacama Pathfinder Experiment (APEX)
- Q/U Imaging Experiment (QUIET)
- Tokyo Atacama Observatory (TAO) - en construcción en Cerro Chajnantor
- Atacama Large Millimeter/submillimeter Array (ALMA)
- CCAT Prime - en construcción en Cerro Chajnantor
- Simons Observatory - en construcción
- Atacama Cosmology Telescope (ACT)
- Parque Astronómico